# Kõpu
Kõpu è un ex comune dell'Estonia situato nella contea di Viljandimaa, nell'Estonia meridionale; il centro amministrativo era l'omonimo borgo (in estone alevik).
Il 21 ottobre 2017 è confluito, insieme a Kõo, Suure-Jaani e Võhma, nel nuovo comune di Põhja-Sakala.

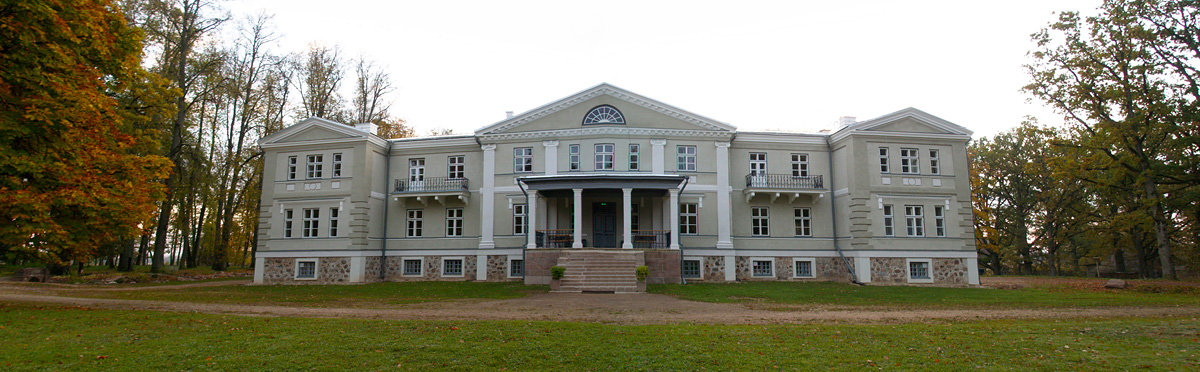
Il maniero di Groß-Köppo

## Località
Oltre al capoluogo, il centro abitato comprende 9 località (in estone küla).
Iia - Kuninga - Laane - Punaküla - Supsi - Seruküla - Tipu - Uia - Vanaveski